# L'avvertimento
L'avvertimento és una pel·lícula de ficció criminal giallo italiana del 1980 dirigida per Damiano Damiani.

## Argument
Roma. Durant una delicada investigació sobre diverses personalitats del món empresarial i bancari superior, en col·laboració amb el crim organitzat, el comissari en cap Vincenzo Laganà és assassinat al seu despatx per no haver acceptat cap suborn de 200 milions. Mentrestant, el comissari Barresi està a punt de dimitir, després d'haver trobat 100 milions acreditats al seu compte bancari i haver rebut una trucada telefònica de persones desconegudes que aclareixen com s'haurà de comportar durant la investigació que seguirà a l'assassinat de Laganà.
Després d'haver seguit els assassins en va, Barresi pren un acord amb el comissari per resoldre el cas. Silvia, vídua de Laganà, és coaccionada per una dona que diu que té proves que el comissari mort era un home corrupte: els xantatgistes són arrestats, però.
Llavors, Barresi pregunta a Silvia i descobreix que s'havia apropiat del suborn ofert al seu marit per subornar-lo i aconsegueix salvar-la només un moment abans que la dona intenti suïcidar-se, desesperada. En aquest moment, el comissari Barresi decideix jugar-s'ho tot i continuar amb la seva investigació.

## Repartiment
- Giuliano Gemma - Commissari Antonio Baresi
- Martin Balsam - Quaestor Martorana
- John Karlsen - Ferdinando Violante
- Guido Leontini - Gianfranco Puma
- Laura Trotter - Silvia Laganà
- Giancarlo Zanetti - Prizzi
- Marcello Mandò - Pastore
- Geoffrey Copleston - Fiscal Vesce
- Vincent Gentile - Ludovico Vella
- Elio Marconato - Nicola Vella

## Estrena
Fou estrenada a Itàlia el 15 d'agost del 1980, on fou distribuïda per Cineriz. El seu taquillatge fou de 1.011 milions de lires.